# Campionati europei di atletica leggera 1946 - Salto con l'asta
La gara di salto con l'asta maschile si tenne il 25 agosto 1946.

## Classifica finale
| Pos | Nome             | Nazione | Misura | Note  |
| --- | ---------------- | --- | ------ | ----- |
| 1   | Allan Lindberg   | Svezia | 4.17   | CR,NR |
| 2   | Nikolay Ozolin   | [[File: Flag of the Soviet Union (1936 – 1955).svg\|class=noviewer\| Unione Sovietica (bandiera)\|border\|20x16px]] Unione Sovietica | 4.10   |       |
| 3   | Jan Bém          | Cecoslovacchia | 4.10   |       |
| 4   | Erling Kaas      | Norvegia | 4.10   |       |
| 5   | Hugo Olsson      | Svezia | 4.00   |       |
| 6   | Georges Breitman | Francia | 3.90   |       |
| 7   | Miroslav Krejcar | Cecoslovacchia | 3.90   |       |
| 8   | Helmer Petersen  | Danimarca | 3.90   |       |
| 9   | Cor Lamorée      | Paesi Bassi | 3.90   |       |
| 10  | Zoltán Zsitvai   | Ungheria | 3.80   |       |